# Poliestireno

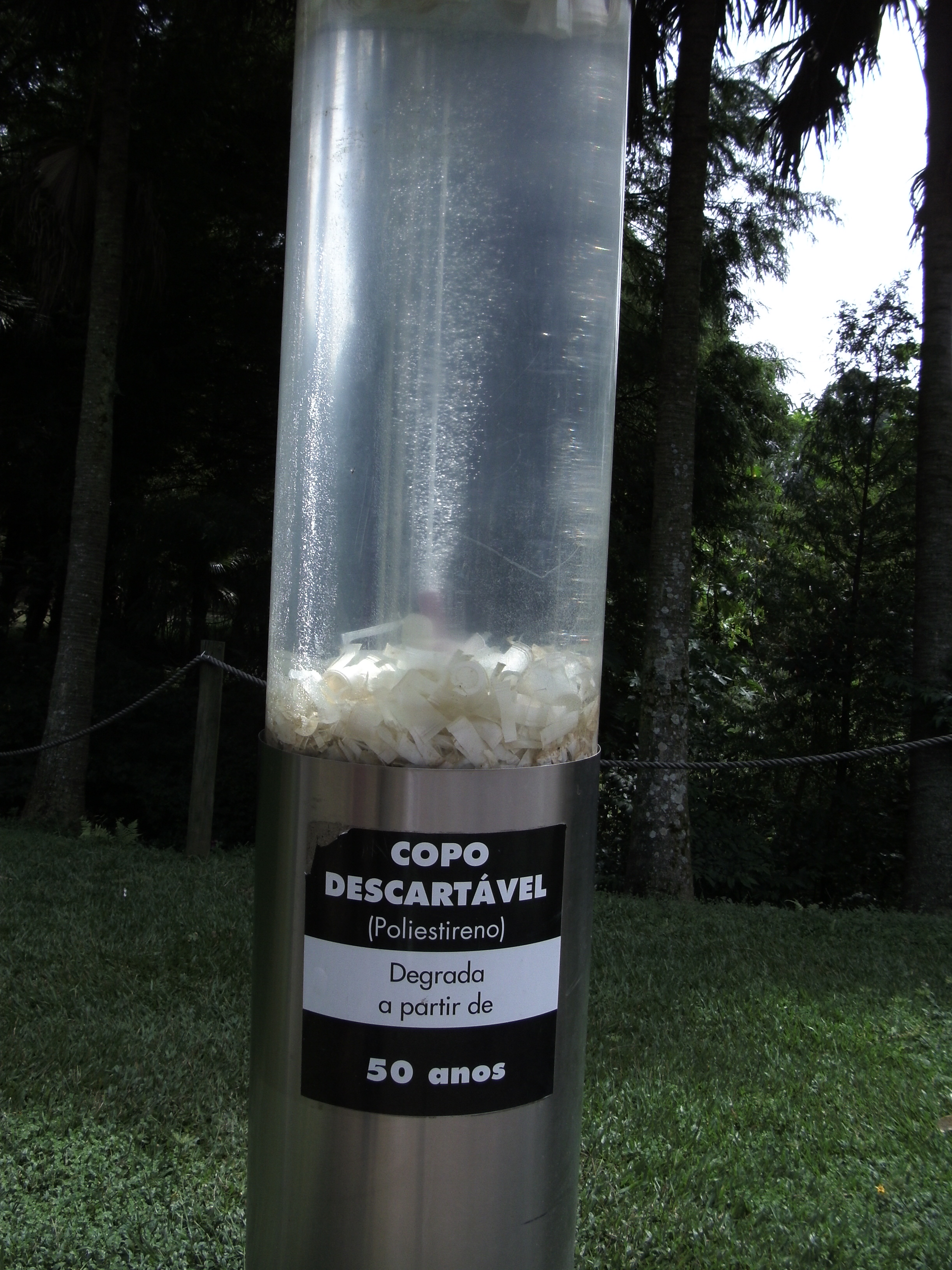
No meio ambiente, demora cerca de 50 anos para se degradar

O poliestireno ou mais popularmente conhecido como esferovite ou Isopor, é um homopolímero resultante da polimerização do monômero de estireno. Trata-se de uma resina do grupo dos termoplásticos, cuja característica reside na sua fácil flexibilidade ou moldabilidade sob a ação do calor, que a deixa em forma líquida ou pastosa. É a matéria-prima dos copos descartáveis, de lacres de barris de chope e de várias outras peças de uso doméstico, além de embalagens.
O poliestireno expandido (EPS), mais conhecido em Portugal sob o nome de esferovite e no Brasil sob o nome de isopor, é um plástico celular e rígido com variedade de formas e aplicações, e que apresenta-se como uma espuma moldada constituída por um aglomerado de grânulos. É bastante utilizado em construção civil e na confecção de caixas térmicas para armazenamento de bebidas e alimentos. Sua presença no mercado consumidor, onde sua participação tem sido crescente, é fortalecida por sua leveza, sua capacidade de isolamento térmico e seu baixo custo. Para sua produção, a matéria-prima passa por um processo de transformação física constituída de três etapas: pré-expansão, armazenamento intermediário e moldagem. O EPS é um plástico celular rígido, resultado da polimerização do estireno em água. O produto final são pérolas de até 3 milímetros de diâmetro, que se destinam à expansão. No processo de transformação, essas pérolas aumentam em até 50 vezes o seu tamanho original, por meio de vapor, fundindo-se e moldando-se em formas diversas.
Expandidas, as pérolas apresentam em seu volume até 98% de ar e apenas 2% de poliestireno, o que garante grande leveza ao material. Em 1m³ de EPS expandido, por exemplo, existem de 3 a 6 bilhões de células fechadas e cheias de ar.
O processo produtivo do EPS não utiliza o gás CFC ou qualquer um de seus substitutos.
Como resultado os produtos finais de EPS são inertes, não contaminam o solo, água e ar. São 100% reaproveitáveis e recicláveis e podem, inclusive, voltar à condição de matéria-prima.
Pode ser reciclado infinitas vezes que não perde as propriedades mecânicas (não degrada). Contudo a reciclagem é prejudicada em decorrência do elevado volume ocupado pelo material, o que dificulta seu transporte e processamento.

## Características

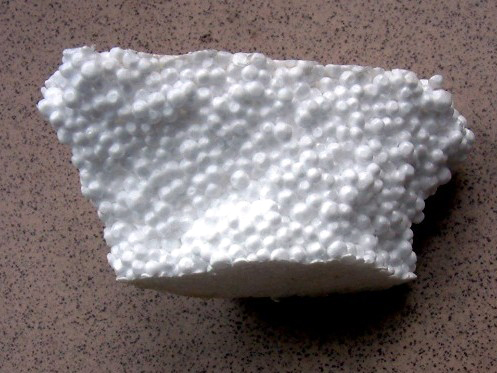
Fotografia de um fragmento de poliestireno Expandido ou Isopor.

Suas principais características são:
- Fácil processamento por moldagem a quente
- Fácil coloração
- Baixo custo
- Elevada resistência a álcalis e ácidos
- Baixa densidade e absorção de umidade
- Baixa resistência a solventes orgânicos, calor e intempéries
- Reciclável

## Tipo

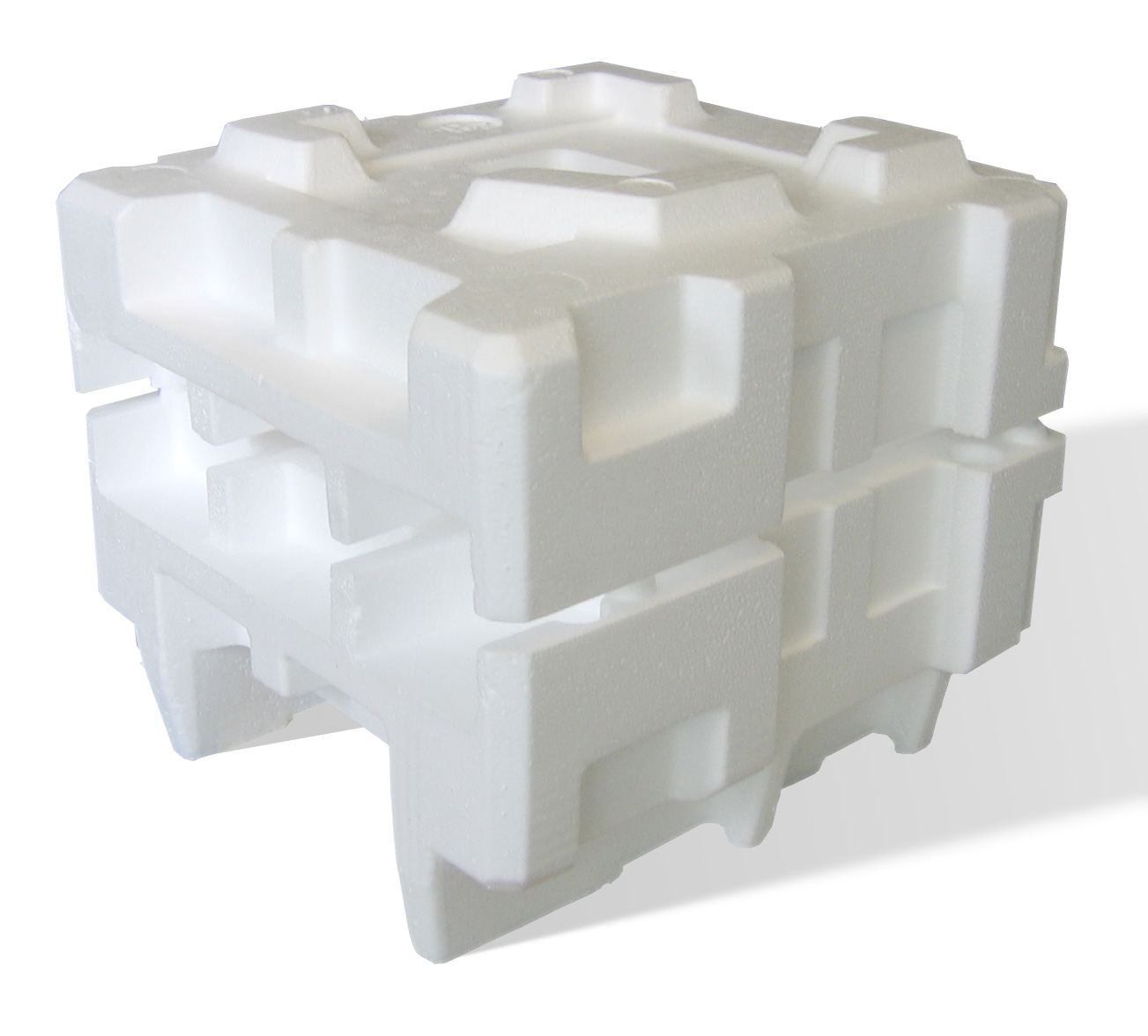
Peças em poliestireno para resguardo de transporte de electrodomésticos e equipamentos informáticos.

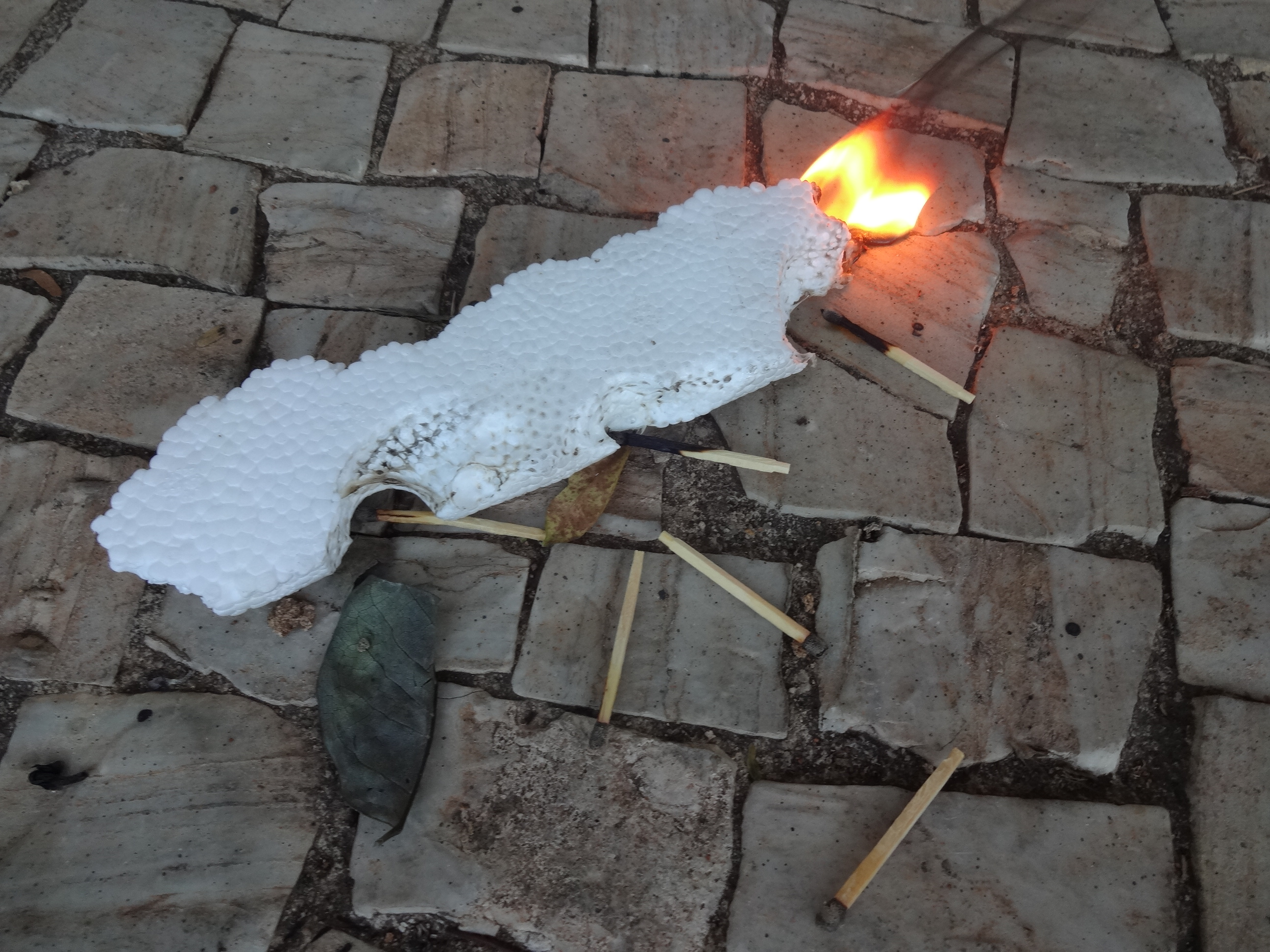
O poliestireno é inflamável.

Existem quatro tipos básicos de poliestireno:
- PS cristal: homopolímero amorfo, duro, com brilho e elevado índice de refração. Pode receber aditivos lubrificantes para facilitar processamento. Usado em artigos de baixo custo, notadamente peças descartáveis tais como copos.
- PS resistente ao calor: maior P.M., o que torna seu processamento mais difícil. Variante ideal para confecção de peças de máquinas ou automóveis, gabinetes de rádios e TV, grades de ar condicionado, peças internas e externas de eletrodomésticos e aparelhos eletrônicos, circuladores de ar, ventiladores e exaustores.
- PS de alto impacto: contém de 5 a 10% de elastômero (borracha), que é incorporado através de mistura mecânica ou diretamente no processo de polimerização através de enxerto na cadeia polimérica. Obtém-se desse modo uma blenda. Muito usado na fabricação de utensílios domésticos (gavetas de geladeira) e brinquedos.
- PS expandido: espuma semirrígida com marca comercial "Isopor". O plástico é polimerizado na presença do agente expansor ou então o mesmo pode ser absorvido posteriormente. Durante o processamento do material aquecido ele se volatiliza, gerando as células no material. Baixa densidade e bom isolamento térmico. Aplicações: bandejas para embalagem de produtos hortifrutigranjeiros, protetor de equipamentos, isolantes térmicos, pranchas para flutuação, geladeiras isotérmicas, etc. Produção brasileira em 1998: 10.000 t.

Nos primórdios da moldagem por injeção, as resinas de poliestireno foram um fator importante no desenvolvimento deste processo. Conhecidas desde 1845, estas resinas somente adquiriram grande importância industrial no início da segunda guerra mundial e, atualmente, é um dos termoplásticos mais consumidos, sendo utilizado em processos de moldagem por injeção, sopro, termoformação, laminados, modificados com cargas minerais e fibras de vidro, adquirindo característica de plásticos de engenharia.

## Matérias-primas e fabricação
O monômero para a produção do poliestireno é o estireno, que quimicamente é um hidrocarboneto aromático insaturado de fórmula C6H5C2H3. É também chamado de fenilacetileno ou vinilbenzeno. O estireno é um líquido, com ponto de ebulição 145°C e ponto de solidificação -30,6°C. Quando puro é incolor e apresenta um odor agradável e adocicado. Pode ser obtido industrialmente a partir de vários processos, entretanto o mais utilizado consiste na desidrogenação do etil-benzeno.
O etil-benzeno é obtido a partir da alquilação do benzeno por reação com o etileno, na presença de um catalisador, como por exemplo: cloreto de alumínio (AlCl3). A desidrogenação do etil benzeno é provocada pela ação do calor, na presença de óxidos metálicos, tais como o óxido de zinco, cálcio, magnésio, ferro ou cobre. A temperatura do sistema deve ser entre 600°C a 800°C. A reação é endotérmica e a pressão é reduzida pois ela se dá com aumento de volume.

## Aplicações
Entre as diversas aplicações, incluem-se:
- Na forma expandida é amplamente utilizado desde ~1960, na indústria de embalagens.
- no campo do isolamento térmico, tradicionalmente garrafas e caixas térmicas, vem ganhando destaque aplicações em diferentes segmentos da engenharia civil.
- No aeromodelismo é usado na confecção de asas, profundores/estabilizadores, lemes e outros elementos aerodinâmicos com a vantagem da precisão e baixo peso e baixo valor comercial.
- Dado que é quimicamente bastante inerte se utiliza como substrato para o cultivo de orquídeas.
- Pode ser usado em bombas termonucleares bifásicas pois após a fissão da primeira ogiva, transforma-se em plasma pela atuação de raios x da fissão, que comprime a segunda ogiva espalhando os raios, causando a ignição da vela de ignição que inicia a reação de fusão.
- Na construção civil, pode ser utilizado por meio da substituição de uma porcentagem de areia por poliestireno em pó, uma opção mais sustentável e economicamente viável. Uma porcentagem de 5% considera-se ideal para substituição da matéria-prima. Durante o processo de produção do poliestireno são adicionados aditivos que configuram características específicas, como: 
  - Antioxidante - inibi ou retarda degradações termo-oxidativas;
  - Estabilizantes à luz UV - protege da decomposição devido às altas temperaturas usadas no processo de transformação;
  - Corantes - melhoram aspecto visual e evitam a penetração da luz;
  - Agentes anti-estáticos - tornar a superfície do plástico mais condutiva, melhorar “maquinabilidade”;
  - Agentes de expansão - favorecer a expansão;
  - Cargas - reduzir custos e/ou melhorar propriedades mecânicas.
- Essas características, a composição química e sua estrutura polimérica são fatores que auxiliam o copo plástico ser reinserido na cadeia de produção, apenas alterando seu processamento.